# Horner Mühle (Bremen)

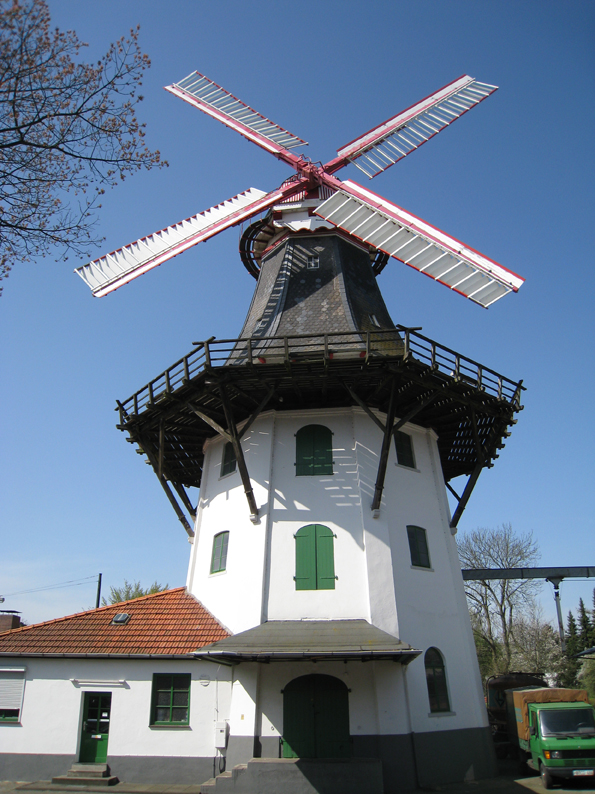
Horner Mühle

Die Horner Mühle ist eine Windmühle von 1849 in Bremen, Stadtteil Horn-Lehe, Ortsteil Lehe, Leher Heerstraße 98  
Das Gebäude steht seit 1973 unter Bremer Denkmalschutz.

## Geschichte
Die Mühle wurde 1848/1849 erbaut. Bereits Ende des 19. Jahrhunderts wurde für windschwache Zeiten eine Dampfmaschine und 1926 ein Dieselmotor eingebaut. Ab 1907 wurde sie von Müllermeister Lür Kaemena und anschließend ab 1936 von seinem Sohn Johann Kaemena weiterbetrieben. Seit 1933 wurde das Mahlwerk nicht mehr mit Wind betrieben. Die Mühle wurde 1966–1968, 1995–1999 und 2016–2017 auf Initiative des Bürgervereins Horn-Lehe saniert. Die örtliche Bevölkerung unterstützte die Maßnahmen mit Spenden.

## Bauweise, Technik
Die Horner Mühle ist eine Windmühle vom Typ Galerieholländer mit dreigeschossigem, achteckigem Unterbau aus verputztem Mauerwerk mit tragenden Ecklisenen. Sie ist mit vier Jalousieflügeln und einer selbsttätigen Windrichtungsnachführung mit Windrose ausgestattet.